# Nadezhda Bravo Cladera
Elsa Nadezhda Bravo Cladera (phát âm tiếng Nga [nah 'DYEZH dah] Phát âm tiếng Tây Ban Nha [' braßo kla'đera]) là một nhà ngôn ngữ học, nhà nghiên cứu và nhà văn người Bolivia. Cô là Tiến sĩ Triết học (Filosofie Doktor) về Ngôn ngữ Lãng mạn từ Đại học Uppsala. Cô thực sự là thành viên đào tạo qua thư của Học viện Boliviana de la Lengua.

## Tiểu sử

### Cha mẹ
Nadezhda Bravo Cladera sinh ra ở Oruro, Bolivia. Chính cha cô đã đặt tên cho cô là Nadezhda có nghĩa là hy vọng trong tiếng Nga và tên "Nadya" khi rút gọn. Cha của cô Fernando Bravo James (Potosí 1912 - La Paz 1962) là một chính trị gia người Bolivia, giảng viên cao cấp tại Đại học Técnica de Oruro và tại Đại học Thị trưởng de San Andrés (UMSA) ở La Paz. Mẹ cô Elsa Cladera de Bravo (Oruro 1922- Fribourg 2005) là một nhà lãnh đạocông đoàn và nhà giáo dục, lãnh đạo của tổ chức giáo viên ở Bolivia, đại biểu tại "Asamblea del Pueblo" vào năm 1971, tham gia vào công việc cho giải phóng phụ nữ. Nadezhda có hai em gái Emma Bolshia và María Alexandra.

### Học tập
Cô theo học trường Anglo American ở Oruro và khi gia đình chuyển đến trường trung học cao cấp La Paz Hugo Dávila nơi cô tốt nghiệp Cử nhân Nhân văn (1961). Tại "Học viện Simón Bolivar bình thường" ở La Paz, cô trở thành giáo viên dạy tiếng Anh và tiếng Pháp (1966) cho trường trung học phổ thông. 

Nadezhda Bravo Cladera trong một bức ảnh của trường. Trường Angloamerican, Oruro, 1952

Sau cuộc đảo chính của Hugo Banzer (1971) ở Bôlivia, cô bị cầm tù. Nhờ học bổng của Chính phủ Pháp, cô đã học tại Đại học Franche-Comté ở Besançon nơi cô có được Licence ès Lettres de Linguistique (1973).
Nadezhda đã gặp chồng mình, Anders Nilsson, tại trường đại học Besançon. "Chính tình yêu đã đưa cô đến Thụy Điển ". Họ có hai con trai: Andrés Fernando và Ernesto Ricardo. Ở Thụy Điển, cô có bằng Cử nhân Nghệ thuật (Filosofie kandidatexamen) (1983) và bằng Thạc sĩ Nghệ thuật (Filosofie Magisterexamen) (1997), với chuyên ngành tiếng Tây Ban Nha, tại Đại học Stockholm và bằng Tiến sĩ Triết học (Filosofie Doktoram) trong Ngôn ngữ Lãng mạn với chuyên ngành Ngôn ngữ học Tây Ban Nha (2004) tại Đại học Uppsala. "Cô ấy bảo vệ luận án của mình bằng tiếng Tây Ban Nha với sự hướng dẫn của tiếng Pháp".